# Ivan Dolac
Ivan Dolac (ili Ivan-Dolac, na domaćoj čakavštini ili čokavici: Ivon Dolac) je naselje na južnoj strani otoka Hvara, na predjelu kojeg Hvarani zovu "Srednja Plaža". Pripada općini Jelsa.

## Zemljopisni položaj
Nalazi se 3 km od naselja Zavala, te 5 km od mjesta Sv. Nedjelja. S ostatkom otoka je povezan tunelom Pitve-Zavala, duljine 1400 m koji se nalazi na istočnoj stani. Cesta se prema zapadu nastavlja do Svete Nedilje, gdje prestaje asfalt, a makadamska se cesta nastavlja do uvale Dubovica, odakle se dalje može ići prema gradu Hvaru, ili kroz tunel Hvar-Stari Grad na sjevernu stranu otoka.

## Povijest
Spominje se već u 15. stoljeću. U plažama su sredinom XV st. postojala naselja Zaca, koji se naziv ograničio na istočni dio uz obalu, a novi naziv je Zavala, po drugom jednom dijelu mjesta Taja, gdje se nalazio samostan, koji datira prije XV st. zaselak ispred mlađeg Ivan Dolca. Knez Tadija Kačić je dobio za sebe i svoje primorce 1606 posjed u Zavali i Taji (najstariji zaselak današnjeg Ivan Dolca). Ruševine njegove kuće su početak Ivan Dolca.
- - Na crkvici u Ivan Dolcu postavljen je 1901.g natpis koji pokazuje koliku je bojazan unosila filoksera u narod,koja je uništavala vinogradu i time egzistencilju ljudi.

"Lug i peronospora od g.1852.uništava grožđe-bijaše teških nevolja-žiloždra došla do Zadra-lozje gine strahotom-čeka se propast naroda.Puče!Skoreni uvrijede Bogu-obrati se B.D.Mariji-nek te Svemogući očuva od ova tri biča."
Natpis je postavio Ivan Carić p.Jurja,otac književnika Jurja Carića i djed Ćira Carića,autora glasovitih nautičkih tablica svjetskog glasa.

## Gospodarstvo
Danas je turizam glavna privredna grana, većina turista dolazi iz istočne europe. Ivan Dolac sa svojim lijepim plažama sve se više razvija kao značajno izletničko i turističko mjesto.

Zahvaljujući najvećim brojem sunčanih satu u Hrvatskoj i strmim vinorodnim padinama južne strane otoka Hvara na ovome području se dobiva grožđe od kojeg se prave vina najviše kvalitete.
Za razliku od Svete Nedjelje i Zavale. Postoje strmije kamene, ali i šljunčane plaže.[nedostaje izvor]

## Stanovništvo
| broj stanovnika | 24    |       | 35    | 46    | 42    | 27    |       |       | 4     | 7     |       |       | 4     | 5     | 26    | 39    | 68    |
|                 | 1857. | 1869. | 1880. | 1890. | 1900. | 1910. | 1921. | 1931. | 1948. | 1953. | 1961. | 1971. | 1981. | 1991. | 2001. | 2011. | 2021. |